# Haagsma
De naam Haagsma is een familienaam. De oorsprong ligt in Zuidwest Friesland en heden ten dage komt de naam nog steeds veelvuldig voor in het noorden van Nederland. De familienaam werd aangenomen ten tijde van Napoleon overheersing van Nederland in 1811, toen dit door de Franse overheid verplicht werd gesteld. 

## Naamgeving
IJsbrand Broers, geboren te IJlst in 1723 wordt wel gezien als de grondlegger van de familienaam Haagsma. Hij zei bij de inschrijving in 1811, reeds vanouds Haagsma genoemd te worden.  
Reeds in 1730 wordt in het burgerboek Franeker Wytse Wybrens Haagsma ingeschreven, en onder dezelfde naam in 1731 aan de universiteit van Franeker. Daarnaast zijn er andere Haagsma-geslachten die ook voor 1811 de naam voerden.
Het hoe en waarom van de naam is niet meer bekend. Mogelijk is er een verband met de aardrijkskundige naam Heeg, een stadje bij het gelijknamige Heegermeer in Zuidwest Friesland. Dat de vroege Haagsma's inderdaad uit die contreien afkomstig zijn spreekt in het voordeel hiervan.

## Geografische verdeling van de familienaam
Vanuit Friesland heeft deze naam Haagsma zich in diverse gedeeltes van Nederland gevestigd. Veel Haagsma's ontvluchtten de bittere armoede in de 19e eeuw en hoopten in het Westen een betere toekomst te vinden. Zij vestigden zich in de grote havensteden als Amsterdam en Rotterdam. Behoudens het noorden van het land komt in Noord- en Zuid-Holland de naam Haagsma relatief gezien vaker voor. 
Verder verlieten in de 19e en 20e eeuw ook veel gezinnen Nederland. Veel Haagsma's zijn naar Amerika-Canada-Australië en Brazilië geëmigreerd en een enkeling vertrok naar België.

## Overige
Bekende Haagsma's zijn Jacob Haagsma, journalist bij de Leeuwarder Courant en Robert (IJsbrand) Haagsma, freelance muziekjournalist.